# Whitechapel (Lancashire)
Whitechapel – osada w Anglii, w hrabstwie Lancashire, w dystrykcie Preston. Leży 54 km na północny zachód od miasta Manchester i 314 km na północny zachód od Londynu.